# 元鼎
元鼎（前116年—前111年）是汉武帝的第五个年号，也被认为是年號制度确立的開始。汉朝使用元鼎这个年号一共6年。

## 源由
《漢書·武帝紀》：「元鼎四年六月，得寶鼎后土祠旁。」

## 年號爭議
《史記·封禪書》、《漢書·郊祀志》：「有司言元宜以天瑞命，不宜以一二數。一元曰『建』，二元以長星曰『光』，三元〔以日月復始曰『朔』，四元〕以郊得一角獸曰『狩』云。」據辛德勇《建元與改元：西漢新莽年號研究》考証，《史記·封禪書》、《漢書·郊祀志》所記當闕「以日月復始曰朔四元」九字。從宋代劉攽《兩漢刊誤》、司馬光《資治通鑑》，認為元鼎四年得寶鼎，是元鼎年號的來歷。也因此推斷元鼎才是年號的開始，之前的年號都是追加的。辛德勇認為當時以一、二、三、四數紀元，太初元年以前，現實生活中一直沒有正式採用以年號紀元的方式。現今目前的觀點認為建元確是第一個年號。

## 纪年
| 元鼎 | 元年    | 二年    | 三年    | 四年    | 五年    | 六年    |
| ---- | ------- | ------- | ------- | ------- | ------- | ------- |
| 公元 | 前116年 | 前115年 | 前114年 | 前113年 | 前112年 | 前111年 |
| 干支 | 乙丑    | 丙寅    | 丁卯    | 戊辰    | 己巳    | 庚午    |

## 大事记
- 元鼎六年，分桂陽郡而置零陵郡。

## 参看
- 中國年號索引

| 前一年號： 元狩 | 西漢年號 元鼎 | 下一年號： 元封 |